# شاه‌خرچنگ پرویی
شاه‌خرچنگ پرویی (نام علمی: Glyptolithodes) نام یک سرده از خانواده شاه‌خرچنگان است.